# Sabine Hilscher
Sabine Hilscher (* 1977 in Stuttgart) ist eine deutsche Bühnen- und Kostümbildnerin für Oper, Schauspiel und Neues Musiktheater sowie für Bilder-, Objekt- und Puppentheaterinszenierungen.

## Leben
Hilscher studierte bildende Kunst mit Ernennung zur Meisterschülerin bei Dieter Hacker und Kostümbild bei Martin Rupprecht an der Universität der Künste Berlin. Seit 2004 hat sie verschiedene Lehr- und Werkaufträge für Kostüm, Bühne und Performance an der Hochschule für Bildende Künste Braunschweig, der Universität der Künste Berlin und der Stiftung Universität Hildesheim.
2012 hatte ihre erste eigene Regiearbeit „Gullivers Reisen“ für Kinder am Schauspielhaus Berlin und der Kölner Philharmonie Premiere.
Hilscher arbeitet an den Grenzen von Kunst, Installation und Theater an ungewöhnlichen Orten in langjähriger Zusammenarbeit mit dem Musiktheaterregisseur Matthias Rebstock, mit dem sie das Musiktheaterensemble ''leitundlause'' gründete. Weitere Schwerpunkte sind die Zusammenarbeit mit der Regisseurin Miriam Tscholl am Staatsschauspiel Dresden sowie Kollaborationen mit Ruedi Häusermann, Daniel Ott, Adrian Figueroa und dem Choreografen Martin Nachbar.
Hilscher arbeitete an Theaterprojekten, die unter anderem im Nationaltheater Mannheim, Staatstheater Stuttgart, Staatstheater Mainz, Staatsschauspiel Dresden, Stadttheater Bern, Schauspiel Köln, Münchener Biennale, Deutsches Theater Berlin, Schauspielhaus Zürich, Deutsche Oper Berlin und Teatro Real Madrid sowie bei verschiedenen Festivals im In- und Ausland gezeigt wurden.
Hilscher ist ausgebildete Yogalehrerin und leitet an der Fri-X Jugendkunstschule Kurse für Kinder und Jugendliche. Außerdem beschäftigt sie sich mit EatArt, Esseninszenierungen und künstlerischen Konzepten zu Lebensmitteln.

## Werke (Auswahl)
- „Niebla“, von Elena Mendoza Kunstforum Hellerau, Dresden 2007, Regie/Komposition: Elena Mendoza/Matthias Rebstock, ausgezeichnet mit dem Preis von Music theatre now 2008[6]

- „Referentinnen. Geschichten aus der zweiten Reihe“, Ensemble leitundlause, Neuköllner Oper 2008, Regie: Matthias Rebstock

- „Visiones – Ficciones“, Uraufführung szenischer Kompositionen von Elena Mendoza, José Maria Sanchez-Verdú und Michael Hirsch mit den Neuen Vocalsolisten Stuttgart, ECLAT Festival Stuttgart, Konzerthaus Berlin, Gasteig München, 2009, Regie: Matthias Rebstock

- „Brachland. Geschichten vom Nichts“, von Tilman Rammstedt, Michael Emanuel Bauer und dem Ensemble leitundlause, Neuköllner Oper, Berlin und Bauhausbühne Dessau 2010, Regie: Matthias Rebstock

- „Die Geisterinsel“, Uraufführung der Oper von Ming Tsao, Staatsoper Stuttgart 2011, Regie: Matthias Rebstock

- „Fernweh. Aus dem Leben eines Stubenhockers“, von Hermann Bohlen und Michael Emanuel Bauer, Neuköllner Oper 2012, Regie: Matthias Rebstock

- „Neither“ von Morton Feldman und Samuel Beckett, Konzerttheater Bern/Reithalle. Regie: Matthias Rebstock

- „Lezioni die Tenebra“, Uraufführung des Musiktheaters von Lucia Ronchetti, Konzerthaus Berlin, Parco de la Musica, Rom, Kunstfestspiele Herrenhausen 2011, Biennale Salzburg 2013, Regie: Matthias Rebstock

- „Give Away“, Deutsche Oper Berlin 2013, Regie: Alex Holtsch

- „Die Verwandlung“ nach Kafka, Deutsches Theater Berlin 2015, Regie: Miriam Tscholl

- „La Ciudad de las Mentiras“, (UA) Teatro Real Madrid 2017, Regie & Komposition: Elena Mendoza/Matthias Rebstock, Auftrag von Gerard Mortier

- „Funkhaus Weimar - mit Nietzsche auf Sendung - Eine musiktheatrale Spurensuche nach dem 'Neuen Menschen’“, Kunstfest Weimar, Funkhaus Weimar 2018, Rebstock & Compagnons

- „Bilder ohne Lila“, Staatsschauspiel Dresden 2018, Regie: Adrian Figueroa

- „Henosode“, der Salon des Gelingens, Schauspiel Zürich 2018, Regie: Ruedi Häusermann

- „Der Fall Babel“, (UA) Regie/Komposition: Elena Mendoza/Matthias Rebstock

- „Zusammen Bauen“, Sophiensaele Berlin 2019, Regie: Martin Nachbar